# Галерій
Гай Гале́рій Вале́рій Максиміа́н (лат. Gaius Galerius Valerius Maximianus; бл. 258, Сердика — 311, там само) — римський імператор, що правив у 305—311 роках. Отримавши титул цезаря в 293 році, володарював у межах системи правління чотирьох — Тетрархії. Після того, як 305 року старші правителі, Діоклетіан та Максиміан, склали з себе повноваження імператорів, Галерій та Констанцій Хлор зайняли їх місце. Після смерті останнього за рік потому та початку кризи в системі влади Галерій брав участь у Громадянських війнах Тетрархії.
Галерій, що мав незнане походження, народився неподалік від Сердики (сучасна Софія). У 293—296 роках він успішно воював на Дунаї проти сарматів, готів, карпів та інших племен. У 296—298 роках Галерій провів вдалу кампанію проти Держави Сасанідів, перемігши царя Нарсе та захопивши перську столицю, Ктесифон. Також Галерій брав активну участь в організації Великого гоніння — останнього та найсуворішого переслідування християн у Римській імперії. Після усвідомлення катастрофічних результатів цієї політики в 311 році Галерій поклав їй край, видавши Нікомедійський едикт. Того ж року Галерій помер в від раку в своєму рідному місті, Сердиці.

## Раннє життя
Майбутній імператор Галерій народився, ймовірно, в 250 році або в 255 році, оскільки почав служити при  Авреліані. Думки античних авторів щодо місця народження майбутнього імператора розходяться: так, Евтропій повідомляє, що він народився в Прибрежній Дакії неподалік від Сердики, а Аврелій Віктор — в Іллірику.
«Витяги про вдачі і життя римських імператорів» уточнюють питання щодо місця його народження:  «на березі Дунаю в Дакії <...> це місце він назвав Ромуліанскім на ім'я своєї матері - Ромула» . Ромула, мати Галерія, була ревною прихильницею язичницьких культів, що переселилася з протилежного берега Дунаю, рятуючись від вторгнення карпів; його батько, чиє ім'я невідоме, був селянином. Пізніше Галерій стверджував, що «мати його, подібно до матері Олександра, Олімпіаді, зачала його від злягання з драконом».
Спочатку він був пастухом, через що отримав прізвисько — Арментарій. При імператорі Авреліані і Пробі Галерій служив в армії простим солдатом, але під час правління Діоклетіана зумів вибитися в старші командири.

## Зовнішність і особисті якості
Псевдо-Аврелій Віктор повідомляє:
«Галерій же був хоч і грубуватий, але просто справедливий і заслуговував похвали; він мав прекрасну фігуру, був відмінний воїн з гарною вдачею ».
Лактанцій дає невтішну характеристику Галерію (скоріш за все через його участь у гоніннях на християн):
«Він був статний, з огрядним тілом, жахливо гладкий та набряклим. Нарешті, словами, вчинками і страшним поглядом він був пугалом для всіх. Тесть теж сильно боявся його ... ».
Про особисті якості Галерія судити досить важко, оскільки християнські автори викривляють його особистість усіляким чином з причини організованих гонінь, незважаючи навіть на те, що, перебуваючи при смерті, він діаметрально змінив своє ставлення до їх релігії. Онозначно він мав стійкі моральні устої, не зважаючи на те, що був малоосвітченим завжди діяв упевнено та бів чудовим воєначальником. Про це може свідчити його компанія проти персів, адже, не зважаючи на поразки на початку, він зміг здобути перемогу.

## Сходження на престол

### Проголошення цезарем
Галерій, який став досвідченим воєначальником, був помічений імператором Діоклетіаном, що  призначив його своїм префектом преторія. 1 березня 293 року в Сірмії Діоклетіан призначає Галерія цезарем Сходу і усиновлює його. Після цього Діоклетіан змусив нового співправителя розлучитися з дружиною і віддав йому руку своєї доньки Валерії (згодом вона перейняла від свого чоловіка родове ім'я Галерій). Галерій також отримав родове ім'я Валерія і прізвисько Іовій (той, що присвячений  Юпітеру) . Прямим обов'язком нового цезаря було управління Дунайськими провінціями: Іллірією, Македонією, Грецією і Критом, Паннонією. Крім того, співправитель Діоклетіана Максиміан Геркулий теж призначив собі цезаря — намісника Іллірії Констанція Хлора.
Наступного року Галерій вперше став консулом і разом з Діоклетіаном брав участь в кампанії проти сармат, яким вони завдали серйозної поразки, вибивши їх за межі Римської імперії. У 295 році він брав участь у війні з карпами і бастарнами. Приблизно в той же час ним була заснована провінція, названа на честь його дружини. Цезар активно займався освоєнням земель, з його ініціативи було розпочато будівництво каналу від озера Пелсон до Дунаю.
Згодом, в 297 році, в Єгипті спалахнув бунт під проводом Доміція Доміціана і Аврелія Ахіллея, що змусив  Діоклетіана покинути кордон з Персією, а Галерій замінив тестя на його місці.

### Війна з персами
У 293 році в Персії син Шапура I Нарсе прийшов до влади після смерті свого попередника Бахрама III. На початку 294 року Нарсе відіслав Диоклетиану багаті подарунки, а Діоклетіан відправив у відповідь посольство. Однак потім Нарсе наказав знищити в Персії всі пам'ятники його попередникам (тобто попереднім царям Персії). Він наслідував Ардашира, а також свого батька, який взяв Антіохію і, полонив римського імператора Валеріана.
у 296 році Нарс оголосив війну Риму. Саме в цей час Галерію трапилася нагода проявити себе, адже Діоклетіан був змушений вирішувати питання щодо повстання у Єгипті. Галерій переправився через Євфрат до Нікофорія Каллініського, де зазнав поразки через брак сил. Після цього Рим втратив усю провінцію Месопотамію. Існує легенда, що у знак покарання Діоклетіан змусив Галерія обійти свою колісницю у пурпуровому імператорському плащі, аби принизити. Проте ця оповідь, скоріш за усе вигадана.
У 298 році у вирішальній битві при Саталі у Вірменії армія Галерія завдала персам нищівної поразки; крім того, в руки римлян потрапили члени царської сім'ї і весь обоз. Він пішов далі до столиці, Ктесифонту, та прийняв посла з проханням укласти домовленість.
Навесні 299 року почалися мирні переговори.
За повідомленням Петра Патрикія, умови були наступними:
• передача Риму Інтілени, Софени, Арзані, Кордуена і Забдіцени;
• встановлення кордону між Римською імперією і Сасанідський царством по Тигру;
• визначення чіткої межі між Персією і Вірменією (по межі Мідії);
• призначення царів Іберії переходить у відання римських імператорів;
• визначення Нісібіса єдиним місцем торгівлі між Римом і Іраном.
Також за умовами мирного договору на вірменський престол повернувся Тірдат III. Рим отримав широку зону культурного впливу, що призвело в наступні десятиліття до поширення сирійського християнства (з центром в Нісібісі) і до християнізації Вірменії.

## На чолі імперії

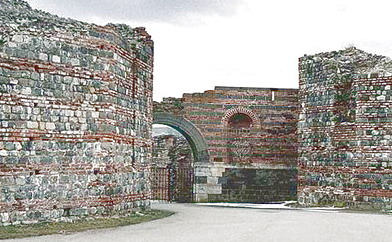
Руїни резиденції Галерія в Гамзиграді, Сербія.

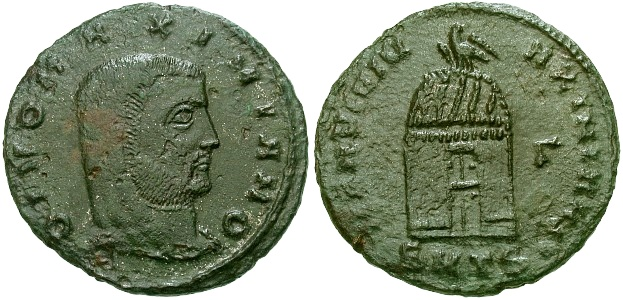
Фоліс Галерія

1 травня 305 року Діоклетіан згідно з порядком спадкування, який встановив сам, склав з себе обов'язки імператора, Галерій став Авґустом, тобто старшим за рангом імператором, на Сході, де він управляв балканськими провінціями і Малою Азією. Формально він підпорядковувався Констанцію Хлору, Авґусту заходу, але оскільки Галерій домігся призначення двох своїх ставлеників, Флавія Валерія Севера і свого племінника Максиміана Даю, цезарями у обох частинах Імперії, то фактично він і був її верховним правителем. Коли у 306 помер Констанцій Хлор, Галерій наполіг на тому, щоб Север керував західною частиною Римської імперії. Легіони Галерия самовільно проголосили авґустом заходу сина
Констанція — Костянтина, який не мав навіть титулу цезаря. Галерій зробив Костянтина цезарем і конфлікт було залагоджено. Однак Север у тому ж році був усунений від влади і незабаром убитий Максенцієм — сином колишнього імператора Максиміана. Галерій вторгся до Італії, але був змушений відступити. У 308 році Галерій переконав Діоклетіана і Максиміана зустрітися з ним у Карнунті на Дунаї (40 км на схід від Відня) і оголосити Максенція узурпатором.

### Карнунтський з'їзд і його наслідки
За пропозицією Діоклетіана Галерій відправив всім цезарям і августам пропозицію  зібратися в Карнунті для обговорення подальшої долі тетрархів. В результаті цього з'їзду, що відбувся 11 листопада 308 року, були прийняті наступні рішення:
1) Максиміан Геркулій повинен був, за прикладом Діоклетіана, знову піти з політики;
2) Максенцій оголошувався узурпатором;
3) Костянтин втрачав свій титул Августа Заходу і поступався його ставленику Галерія Ліцинію, стаючи Цезарем останнього.
В результаті всіх цих подій, в імперії залишилося чотири Августа (четвертий Август — узурпатор Максенцій) і один Цезар.

## Релігійна політика
З моменту свого заснування тетрархія була тісно пов'язана з язичницької релігією. За нової ідеології, імператори присвячували себе певному богу: Діоклетіан і Галерій — Юпітеру, а Максиміан Геркулий і Констанцій Хлор — Гераклові. Після цього постало питання, що робити з християнством, яке швидко розвивалося. Після декількох років бездіяльності Діоклетіан, нарешті, вирішив боротися з цією релігією і видав в період з 24 лютого 303 року по 304 рік чотири укази, підписані всіма тетрархами. Згідно з цими указами, намісники провінцій повинні були зруйнувати церкви і конфіскувати священні книги, а тих, хто відмовлявся приносити жертви римським богам, катувати і страчувати віруючих.
Християнські історики, такі як Лактанцій і Євсевій Кесарійський, повідомляють, що саме Галерій був призвідником всіх гонінь. На їхню думку, він підштовхнув Діоклетіана до активних антихристиянських дій. Це дозволяє пояснити той факт, що всі ці укази були прийняті тільки на вісімнадцятий рік правління Діоклетіана. Але все ж роль Галерія в гоніннях на християн перебільшена. Оскільки християни відмовлялися приносити жертви поганським богам, гоніння могли бути викликані об'єктивними причинами, такими як високий відсоток християн в армії. Галерій ж вплинув тільки на четвертий антихристиянський указ, виданий в 304 році. Він зобов'язував всіх християн під страхом смертної кари приносити жертви римським богам.

### Нікомедійський едикт
Хоча головним організатором гонінь на християнство іноді називають Галерія, проте він став першим, хто скасував переслідування послідовників релігії Христа. Метою указів, які оголошують про початок переслідувань у 303 і 304 роках, було, по суті, повернути християн до язичницької віри. Але попри те насильницькі антихристиянські заходи виявилися абсолютно непродуктивними. Якщо релігію Христа дійсно покинуть деякі, вони не повернуться до традиційних римським культів, і, що набагато гірше, вони, як здається, не поклонялися іншим божествам. Констатуючи провал переслідувань, які не змогли викорінити християнство, Галерій вирішує припинити їх остаточно.
30 квітня 311 року Галерій видав в Нікомедії едикт терпимості, припиняв всі гоніння на християнську релігію. Згідно з єдиктом, намісники мали надавати християнам свободу святкування культу, віруючі отримували визнання та терпиме ставлення до себе, у тому числі й право на спільні богослужіння. За це вони мали  молити свого Бога про процвітання і благополуччя Римської держави. Відразу після публікації цього тексту усіх християн, що знаходилися у в'язницях, було звільнено. Однак едикт розповсюджувався тільки на володіння Галерія (Максимин Даза його не прийняв, а Ліциній і не зобов'язаний був приймати). Висуваються різні припущення про причини, які спонукали імператора змінити своє ставлення до християнства. Найбільш ймовірно те, що Галерій проаналізував невдачі, викликані гонінням на християн. Побудувати єдину державу, знищивши незалежність християн, так і не вдалося. Навпаки, вони ще більше зміцніли  своїй вірі та наслідували власний спосіб життя, що завдавало шкоди національній єдності та гармонії. Окрім того страждання окремих християн не викликали захоплення у язичницького населення імперії. Християнські автори стверджують, що це сталося через важку хворобу, наслану на Галерія від Бога. Інші джерела вказують, що едикт з'явився завдяки впливу Ліцинія та Костянтина, а, можливо, і дружині Галерії Валерії. Як відомо, вона була християнкою.

## Смерть та поховання
Взимку 310-311, під час підготовки до святкування 20-ї річниці при владі, Галерій сильно захворів.  Аналізуючи давні джерела, історики припускають, що в нього була форма раку пеніса .
5 травня 311 року за декілька днів після разкої зміни своєї політики, імператор у віці 61 року  помер в Дарданії. Його поховали не у мавзолеї у Фессалониці, який був побудований самим Галерієм, а на батьківщині, у Ромуліані. Сам Галерій висловив бажання померти в рідних місцях, куди його і привезли .

## Титули
Галерій носив такі титули: Цезар — з 1 березня 293 року, Август — з 305 року; «Німецький Найвеличніший» — з 294 року, «Британський Найвеличніший» — з 296 року, «Карпійскій Найвеличніший», «Вірменський Найвеличніший», «Мідійський Найвеличніший», «Адіабенскій Найвеличніший», «Перський Найвеличніший» — з 297 року, «Перський Найвеличніший »(другий раз) — з 298 року, «Сарматський Найвеличніший »- ймовірно, з 299 року,«Карпійскій Найвеличніший» (другий раз), «Сарматський Найвеличніший» (другий раз) і «Німецький Найвеличніший» (другий раз) — з 301 року, «Карпійскій Найвеличніший» (втретє), «Сарматський Найвеличніший» (втретє), «Німецький Найвеличніший» (втретє) — з 302 року, «Карпійскій Найвеличніший» (четвертий раз), «Німецький Найвеличніший» (четвертий раз) — з 303 року, «Карпійскій Найвеличніший» (п'ятий раз), «Німецький Найвеличніший» (п'ятий раз) — з 304 року, «Британський Найвеличніший» (другий раз) — з 305 року,« Сарматський Найвеличніший »(четвертий раз) — з 306/307 року,« Карпійскій Найвеличніший»(шостий раз) і «Німецький Найвеличніший»(шостий раз) — з 308 року,« Сарматський Найвеличніший »(п'ятий раз) і «Перський Найвеличніший »(втретє) — з 310 року.

## Пам'ять
На його честь названо Пік Галерія в Антарктиді.